# Pro Urbe díj
A Pro Urbe díj (A városért) egy kitüntető cím, amelyet egy-egy település adományoz évente azoknak a személyeknek vagy közösségeknek (évente legfeljebb négynek), akik vagy amelyek több éven keresztül kifejtett munkásságukkal, a gazdaság, a kutatás, a közigazgatás, a szolgáltatás, az egészségügy, a tudományok, a közoktatás, a környezetvédelem, a kultúra, a művészetek területén végzett tevékenységükkel kiemelkedő érdemeket szereztek a település fejlődésében, illetve akik a település értékeinek hazai és külhoni megismertetésében, valamint az adott település kapcsolatainak gazdagításában elévülhetetlen érdemeket szereztek. A kitüntetés plakettből, oklevélből és az adott település címerével ékesített arany pecsétgyűrűből áll.